# (67070) Rinaldi
(67070) Rinaldi est un astéroïde de la ceinture principale.

## Description
(67070) Rinaldi est un astéroïde de la ceinture principale. Il fut découvert le 1er janvier 2000 à San Marcello Pistoiese par Luciano Tesi et Andrea Boattini. Il présente une orbite caractérisée par un demi-grand axe de 3,05 UA, une excentricité de 0,17 et une inclinaison de 4,0° par rapport à l'écliptique.

## Compléments